# Tam Vinh
Tam Vinh is een xã in het district Phú Ninh, een van de districten in de Vietnamese provincie Quảng Nam. Tam Vinh heeft ruim 9600 inwoners op een oppervlakte van 20,6 km².

## Geografie en topografie
Tam Vinh ligt in het westen van het district en grenst in het westen aan Tiên Phước.